# Théomir Devaux
Pour les articles homonymes, voir Devaux.
Théomir Devaux (né le 17 mars 1885 à Castillon  et décédé le 28 janvier 1967 à Chaville est un prêtre et résistant français.

## Biographie
Ordonné prêtre en 1911, il appartient à la congrégation des pères de Notre-Dame de Sion dont il est le supérieur entre 1925 et 1937. En 1928, il fonde la revue Question d'Israël, qui œuvre en faveur d'un rapprochement entre les Églises et lutte contre l'antisémitisme. Cette revue est interdite en 1940 par la Gestapo.
En coopération avec la WIZO, il aide des familles et des enfants juifs à se cacher pendant la Seconde Guerre mondiale et organise une filière qui agit en Sarthe notamment. À Paris, c'est le monastère Notre-Dame-de-Sion qu'il dirige, rue Notre-Dame-des-Champs, qui sert « de plate-forme et d’escale dans le transit entre la légalité et le camouflage pour des centaines d’enfants juifs ».

## Honneurs
- Juste parmi les nations[3],[4]
- Médaille de la Résistance française[5]
- Une plaque commémorative a été apposée dans sa commune natale de Castillon[6].